# Томас Винтерберг
Томас Винтерберг (дан. Thomas Vinterberg; 19. мај 1969) дански је филмски редитељ и продуцент.

## Филмографија
- Прослава (1998)
- Кад има љубави (2003)
- Драга Венди (2005)
- Субмарино (2010)
- Лов (2012)
- Далеко од разуздане гомиле (2015)
- Комуна (2016)
- Курск (2018)
- Још једна тура (2020) — Оскар за најбољи међународни филм[2]